# طه دسوقي
طه دسوقي هو ستاند إب كوميديان وممثل مصري، بدأ مشواره الفني بمسلسل موضوع عائلي بطولة ماجد الكدواني.

## بدايته
تخرج طه من كلية الحقوق بجامعة عين شمس وبدأ الستاند أب كوميدي منذ 2013، أقام عدة حفلات في ساقية الصاوي ومسارح أخرى ثم دخل مجال الإعلانات ورشحه المخرج هادي الباجوري للعمل في إعلان لشركة وي مع الممثل سمير غانم لفت من خلال الأنظار.

## أعماله

### الأفلام
- 2021: فرق خبرة
- 2022: فضل ونعمة
- 2022: حظك اليوم
- 2023: المطاريد
- 2023: فوي! فوي! فوي!

### المسلسلات
- 2021: موضوع عائلي
- 2021: في بيتنا روبوت
- 2021: بيمبو
- 2021: الوضع مستقر
- 2022: موضوع عائلي (ج2)
- 2022: في بيتنا روبوت (ج2)
- 2023: الصفارة
- 2024: حالة خاصة
- 2024: فقرة الساحر
- 2024: موضوع عائلي (ج3)
- 2025: ولاد الشمس

### المسرحيات
- 2022: الليلة الكبيرة

## وصلات خارجية
- طه دسوقي على موقع IMDb (الإنجليزية)
- طه دسوقي على موقع الدهليز
- طه دسوقي على موقع قاعدة بيانات الأفلام العربية